# Buhoma
Buhoma is een geslacht van slangen uit de familie Lamprophiidae.
De groep werd voor het eerst wetenschappelijk beschreven door Ziegler, Miguel Vences, Frank Glaw en Wolfgang Böhme in 1997. Er zijn drie soorten die voorkomen in delen van Centraal-Afrika. Twee soorten zijn endemisch in Tanzania.

## Soorten
- Soort Buhoma depressiceps
- Soort Buhoma procterae
- Soort Buhoma vauerocegae